# Jehličnatka
Jehličnatka nebo také hrabanka je zemina používaná v zahradnictví. Vzniká rozkladem jehličí a zbytku rostlin z podrostu v jehličnatém lese. Je vysoce nakypřující, kyselá zemina, chudá na živiny.
Kyselost zeminy se pohybuje v rozmezí pH (3,5–5,5). Po delším skladováním se zemina rozkládá a ztrácí původní nakypřovací vlastnosti. Jehličnatka má malou poutací schopnost pro živiny. Smrková hrabanka je v zahradnictví pro většinu rostlin nevhodná, je hutná a rychle se rozkládá. Ze všech druhů hrabanky má ale nejnižší pH a lze ji použít k částečnému nahrazení rašeliny při pěstování kyselomilných rostlin. 
Hrabanku lze částečně nahradit rašelinou, která má ale menší nakypřující schopnost. 